# Reinprechtsdorf
| Jahr  | Schreibweise                          |
| ----- | ------------------------------------- |
| 1326  | Reinprechtzdorf                       |
| 1359  | Rampelstorfer                         |
| 1368  | Reimprechtstorff unter dem Wienerperg |
| 1427  | Renprechtsdorf                        |
| 1463  | Rempelstorf                           |
| 1548  | Rempelstorf                           |
| heute | Reinprechtsdorf                       |

Reinprechtsdorf ist ein Stadtteil im 5. Wiener Gemeindebezirk Margareten.
Reinprechtsdorf wurde 1270 erstmals urkundlich erwähnt. Die Siedlung entstand als Uferzeilendorf entlang der Schönbrunner Straße im Bereich zwischen Groh- und Spengergasse. Im Spätmittelalter verödete diese Siedlung, der Name blieb als Flurbezeichnung weiter erhalten.
1727 wurde die Gemeinde Wien Grundherr über Matzleinsdorf und damit auch über einen Teil des Riedes Nieder-Reinprechtsdorf. Somit entstanden ab 1730 die ersten Häuser an der Margaretenstraße. Diese Häuser entwickelten sich über einzelne Häusergruppen zur selbstständigen Vorstadt Reinprechtsdorf.
Die Eingemeindung erfolgte im Jahre 1850 als Teil des neuen 4. Bezirkes Wieden. Im Jahre 1862 wurde Reinprechtsdorf dem neuen 5. Bezirk Margareten zugeteilt.

Alte Ansichten von Reinprechtsdorf
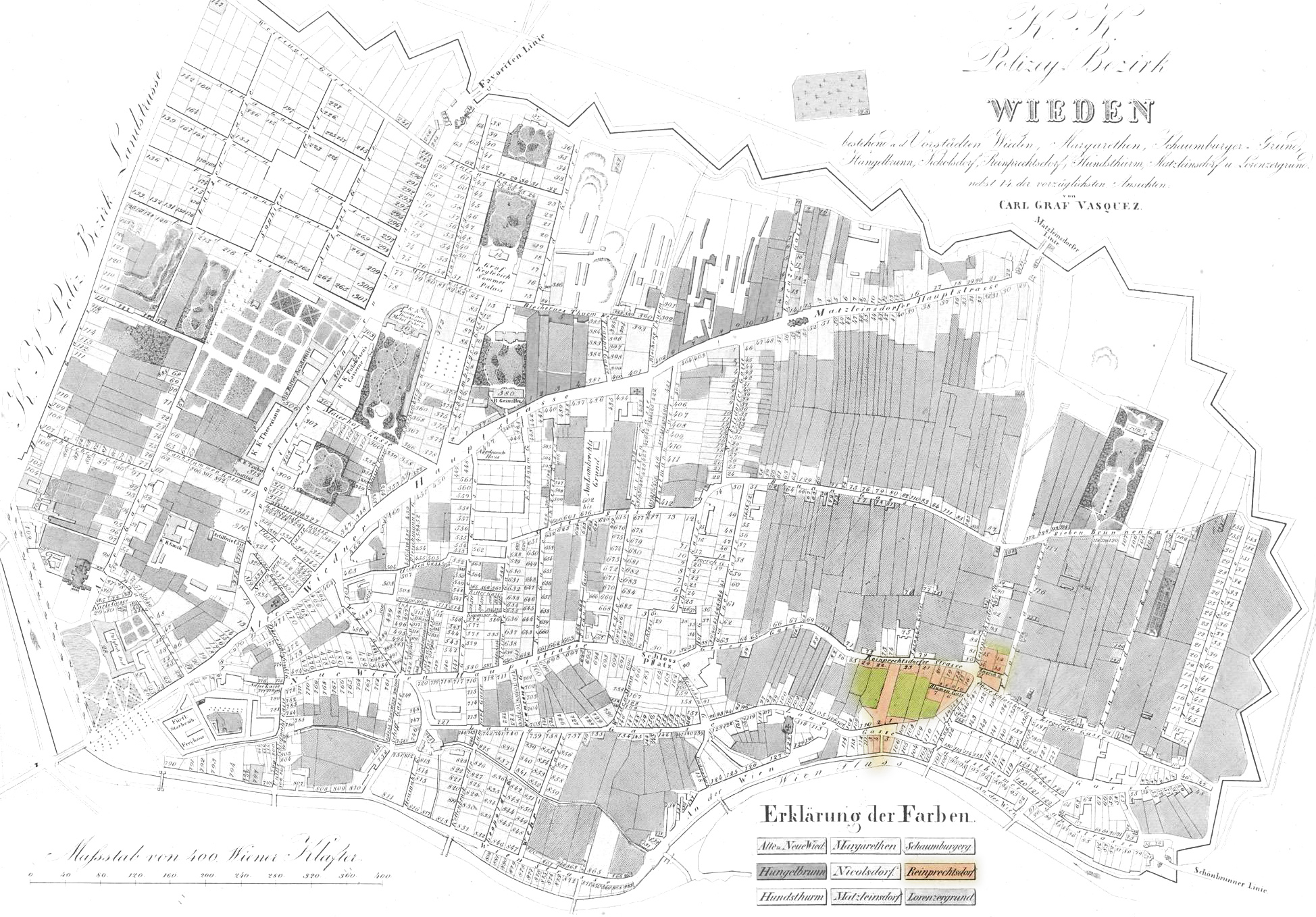
Reinprechtsdorf um 1830
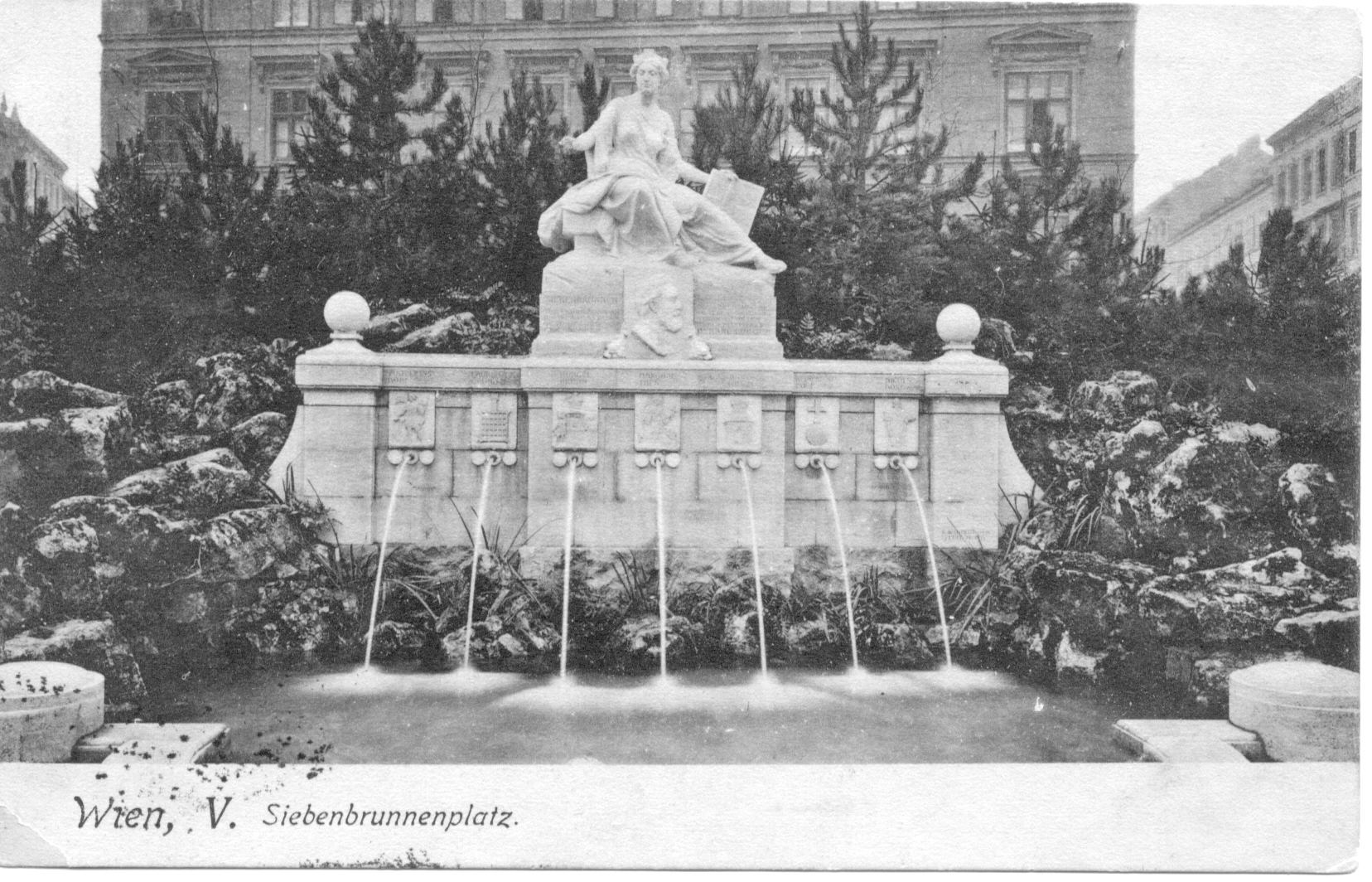
Der Siebenbrunnen am Siebenbrunnenplatz
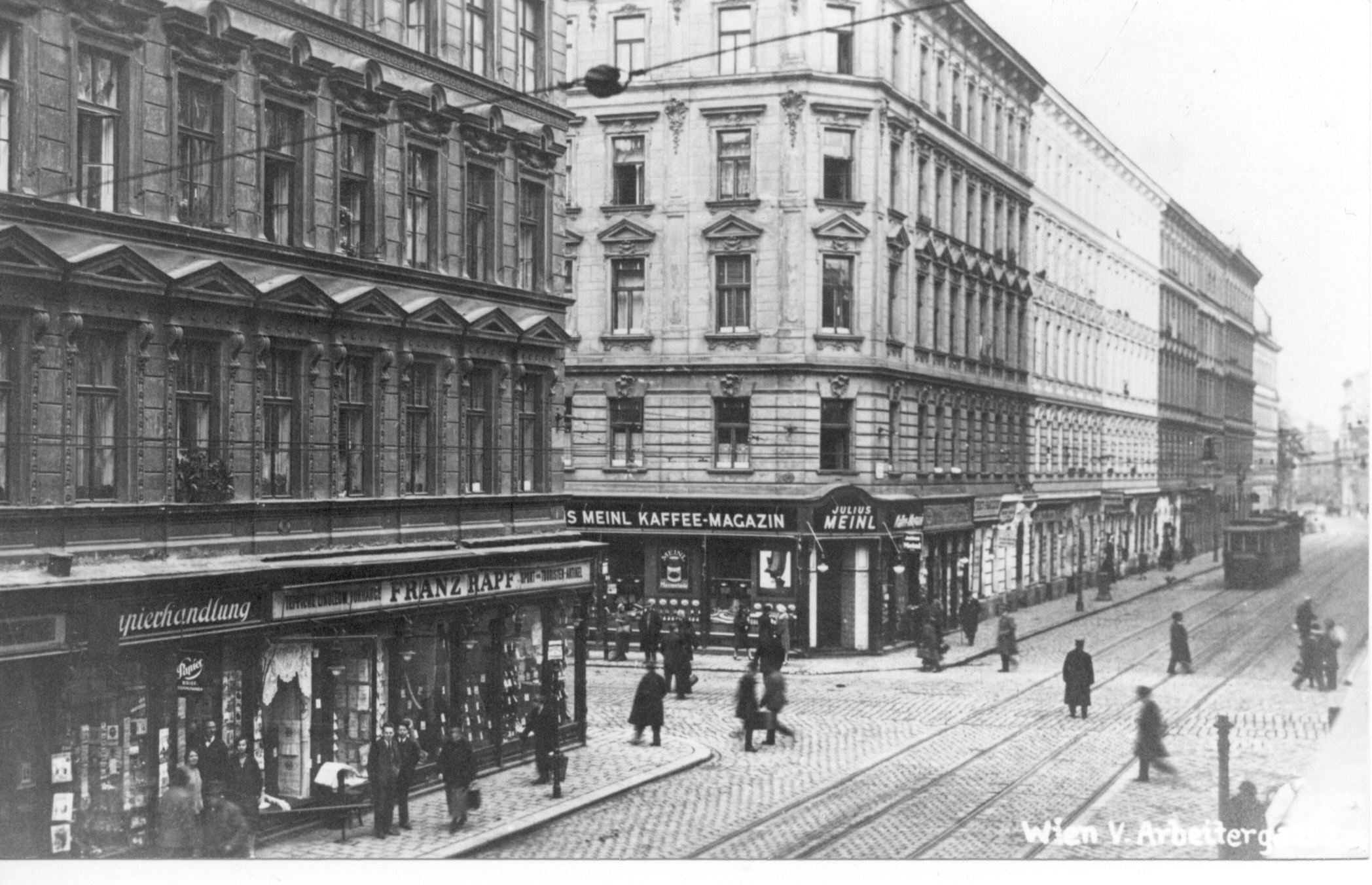
Die Arbeitergasse/Ecke Reinprechtsdorfer Straße